# Qızılca (Göygöl)
Qızılca è un comune dell'Azerbaigian situato nel distretto di Göygöl. Conta una popolazione di 2 703 abitanti.